# Goniophlebium benguetense
Goniophlebium benguetense là một loài thực vật có mạch trong họ Polypodiaceae. Loài này được (Copel.) Copel. miêu tả khoa học đầu tiên năm 1961.